# 卡特尔尚
卡特尔尚（法語：Quatre-Champs，法語發音：[katʁ ʃɑ̃]）是法国大東部大區阿登省的一个市镇，属于武济耶区。

## 地理
卡特尔尚（49°26'43"N, 4°46'2"E）面积11.51 平方千米，位于法国大東部大區阿登省，该省份为法国北部内陆省份，西接埃纳省，南至马恩省，东临默兹省，北与比利时接壤。
与卡特尔尚接壤的市镇（或旧市镇、城区）包括：巴莱、巴尔河畔贝尔维尔和沙蒂永、努瓦尔瓦勒、托日、旺迪、拜龙埃塞桑维龙。

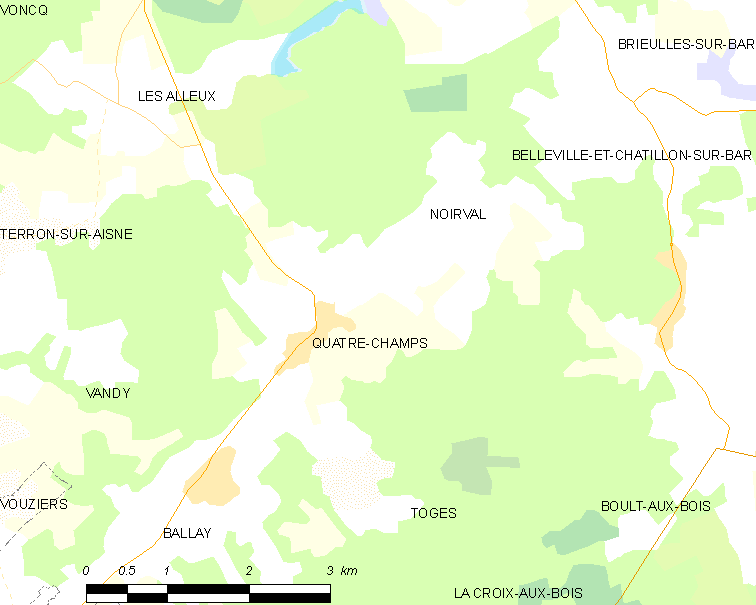
卡特尔尚的OSM定位图

卡特尔尚的时区为UTC+01:00、UTC+02:00（夏令时）。

## 行政
卡特尔尚的邮政编码为08400，INSEE市镇编码为08350。

## 政治
卡特尔尚所属的省级选区为武济耶县。

## 人口

1962-2008年间卡特尔尚人口变化图示

卡特尔尚于2022年1月1日时的人口数量为244人。